# 紅山脈
在托爾金（J. R. R. Tolkien）科幻小說的中土大陸裡，紅山脈（Orocarni）是位於遠東的山脈。
在對抗米爾寇（Melkor）的戰爭裡，阿爾達被損壞，中土大陸的對稱被破壞後，維拉（Valar）創造了紅山脈。
紅山脈的西麓生長野樹，接近一條河流的一個大型瀑布，流入赫爾卡內海（Sea of Helcar），那裡的庫維因恩（Cuiviénen）是精靈甦醒之地。
紅山脈的北端連接英格林山脈（Ered Engrin），距遠西的伊瑞德隆（Ered Luin）甚遠。七個矮人祖先的其中四個在紅山脈甦醒。
第一紀元後，紅山脈依然存在，是盧恩（Rhûn）的東端。有一條河流源自紅山脈，流進盧恩內海（Sea of Rhûn）。
由於紅山脈距離西方甚遠，精靈沒有來過這裡，伊甸人（Edain）在第四紀元前也未有來到這裡。在紅皮書（Red Book of Westmarch）裡也沒有提及紅山脈。